# De Schoonschijners
Tom Poes en de Schoonschijners of kortweg De Schoonschijners is het 49ste verhaal uit de Bommelsaga, geschreven en getekend door Marten Toonder. Het verhaal verscheen voor het eerst op 6 juni 1952 en liep tot 16 augustus van dat jaar.

## Samenvatting
Een reisbureauhouder raadt heer Bommel en Tom Poes alle bestemmingen af, en Schoonschijn het meest. Dus gaan ze juist daar naar toe. Al snel zitten ze in de cel. Een 'opvoeder' legt uit dat men vriendelijk moet zijn tegen anderen en moet doen wat de anderen doen. Bijna alles blijkt er namaak; de kunst, de vriendelijkheid, de rechtspraak. De meerderheid heeft altijd gelijk, en dan gaat een heer de gevangenis in. Maar die is ook van karton, dus ontsnappen is eenvoudig. Ze willen het land dan ook graag weer uit, maar dat wordt ook niet gewaardeerd. Ze worden daarom aangezien voor spionnen en beschoten, maar ondanks een kapotte brug kunnen ze ontsnappen. Alleen heeft de Oude Schicht de sprong over die brug niet goed doorstaan. Wammes Waggel verzamelt de onderdelen.